# Зерноградский район
Зерногра́дский райо́н — административно-территориальная единица (район) и муниципальное образование (муниципальный район) в составе Ростовской области Российской Федерации.
Административный центр — город Зерноград.
Расстояние до Ростова-на-Дону — 65 км. Грузовые и пассажирские перевозки осуществляются автомобилем и железнодорожным транспортом.

## История
Зерноградский район (бывший Мечётинский район с центром в станице Мечётинской) был образован в 1924 году. В 1932 году укрупнён за счёт передачи в его состав территории трёх сельсоветов — Армянского, Плосского и Песчаного. В сентябре 1960 года переименован в Зерноградский с перенесением районного центра из станицы Мечётинской в город Зерновой (Зерноград). В 1963 году укрупнён за счёт территории Веселовского и Кагальницкого районов. В 1980 году часть территории отошла ко вновь восстановленному Кагальницкому району.

## География
Зерноградский район расположен в южной части Ростовской области. На юге граничит с Краснодарским краем. Площадь территории — 2663 км². На территории района расположен памятник природы Балка Хороли.
По территории района протекают следующие реки: Гайдамачка, Егорлычёк, Кагальник, Куго-Ея, Терновая, Мечётка.

## Население
| 2002    | 2009    | 2010    | 2011    | 2012    | 2013    | 2014    | 2015    | 2016    |
| ------- | ------- | ------- | ------- | ------- | ------- | ------- | ------- | ------- |
| 66 481  | ↘60 936 | ↘58 757 | ↘58 550 | ↘57 565 | ↘56 589 | ↘55 812 | ↘54 686 | ↘53 733 |
| 2017    | 2018    | 2019    | 2020    | 2021    |         |         |         |         |
| ↘53 681 | ↘53 119 | ↘52 447 | ↘52 067 | ↗53 161 |         |         |         |         |

### Урбанизация
В городских условиях (Зерноград) проживают 45,29 % населения района.

### Национальный состав
По итогам переписи населения 2020 года проживали следующие национальности (национальности менее 0,1 % и другое см. в сноске к строке «Другие»):
| Национальность | Численность, чел. | Доля     |
| -------------- | ----------------- | -------- |
| Русские        | 47 605            | 91,79 %  |
| Турки          | 977               | 1,88 %   |
| Армяне         | 766               | 1,48 %   |
| Цыгане         | 344               | 0,66 %   |
| Украинцы       | 292               | 0,56 %   |
| Табасараны     | 113               | 0,22 %   |
| Рутульцы       | 90                | 0,17 %   |
| Азербайджанцы  | 89                | 0,17 %   |
| Белорусы       | 80                | 0,15 %   |
| Грузины        | 78                | 0,15 %   |
| Другие         | 1431              | 2,77 %   |
| Итого          | 51 865            | 100,00 % |

## Административно-муниципальное устройство

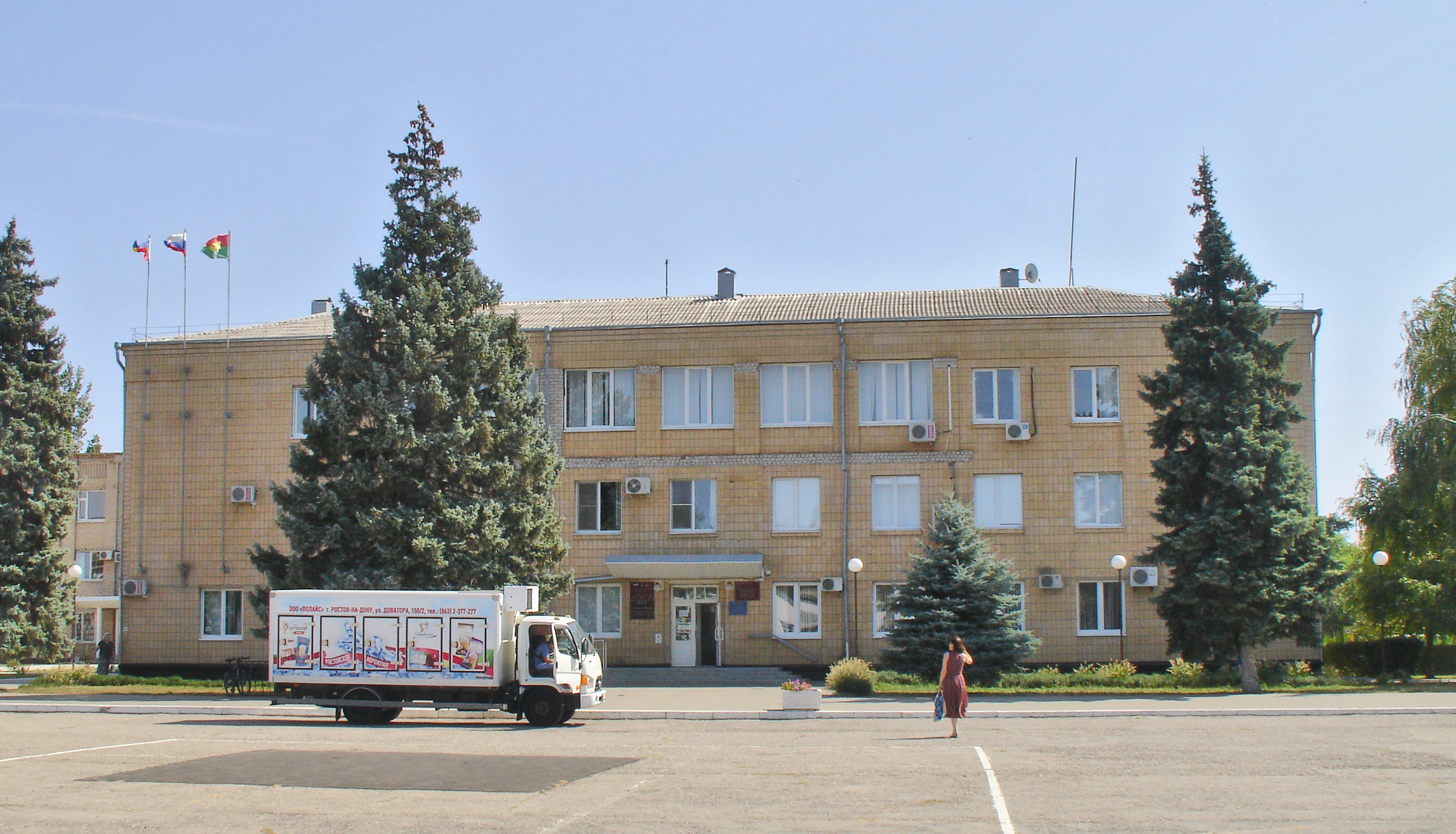
Здание администрации Зерноградского района

В Зерноградском районе 63 населённых пункта в составе одного городского и восьми сельских поселений:
| № | Городское и сельские поселения       | Административный центр | Количество населённых пунктов | Население | Площадь, км2 |
| - | ------------------------------------ | ---------------------- | ----------------------------- | --------- | ------------ |
| 1 | Зерноградское городское поселение    | город Зерноград        | 11                            | ↗27 859   | 425,59       |
| 2 | Большеталовское сельское поселение   | хутор Большая Таловая  | 4                             | ↘1101     | 130,97       |
| 3 | Гуляй-Борисовское сельское поселение | хутор Гуляй-Борисовка  | 15                            | ↘3952     | 411,90       |
| 4 | Донское сельское поселение           | хутор Донской          | 4                             | ↘2349     | 271,39       |
| 5 | Конзаводское сельское поселение      | хутор Чернышевка       | 7                             | ↘2701     | 391,12       |
| 6 | Красноармейское сельское поселение   | хутор Путь Правды      | 6                             | ↘2498     | 316,94       |
| 7 | Манычское сельское поселение         | посёлок Сорговый       | 8                             | ↘2930     | 324,37       |
| 8 | Мечётинское сельское поселение       | станица Мечётинская    | 1                             | ↘6433     | 160,92       |
| 9 | Россошинское сельское поселение      | хутор 1-й Россошинский | 7                             | ↘2062     | 249,20       |

## Населённые пункты
Распределение населения района:
 Зерноград (45,29 %) Мечётинская (12,10 %) Гуляй-Борисовка (4,39 %) Чернышевка  (3,14 %) Сорговый  (3,10 %) Донской  (3,05 %) Остальные (28,93 %)
| №  | Населённый пункт      | Тип                           | Население | Муниципальное образование            |
| -- | --------------------- | ----------------------------- | --------- | ------------------------------------ |
| 1  | 1-й Россошинский      | хутор                         | 911       | Россошинское сельское поселение      |
| 2  | 2-й Россошинский      | хутор                         | 203       | Россошинское сельское поселение      |
| 3  | Бакинский             | хутор                         | 98        | Гуляй-Борисовское сельское поселение |
| 4  | Болдиновка            | хутор                         | 370       | Гуляй-Борисовское сельское поселение |
| 5  | Большая Таловая       | хутор                         | 847       | Большеталовское сельское поселение   |
| 6  | Большие Эльбуздовские | хутор                         | 229       | Гуляй-Борисовское сельское поселение |
| 7  | Булочкин              | хутор                         | 195       | Манычское сельское поселение         |
| 8  | Верхние Хороли        | хутор                         | 203       | Манычское сельское поселение         |
| 9  | Вишневка              | хутор                         | 187       | Россошинское сельское поселение      |
| 10 | Водяный               | хутор                         | 138       | Россошинское сельское поселение      |
| 11 | Голубовка             | хутор                         | 357       | Красноармейское сельское поселение   |
| 12 | Гуляй-Борисовка       | хутор                         | ↘2335     | Гуляй-Борисовское сельское поселение |
| 13 | Донской               | хутор                         | 1622      | Донское сельское поселение           |
| 14 | Дубки                 | посёлок                       | 254       | Зерноградское городское поселение    |
| 15 | Займище               | посёлок                       | 174       | Гуляй-Борисовское сельское поселение |
| 16 | Заполосный            | хутор                         | 700       | Красноармейское сельское поселение   |
| 17 | Заречный              | хутор                         | 78        | Гуляй-Борисовское сельское поселение |
| 18 | Зерновой              | посёлок                       | 494       | Зерноградское городское поселение    |
| 19 | Зерноград             | город, административный центр | ↗24 076   | Зерноградское городское поселение    |
| 20 | Ириновка              | хутор                         | 145       | Гуляй-Борисовское сельское поселение |
| 21 | Каменный              | хутор                         | 353       | Зерноградское городское поселение    |
| 22 | Кленовый              | посёлок                       | 543       | Зерноградское городское поселение    |
| 23 | Клюев                 | хутор                         | 600       | Конзаводское сельское поселение      |
| 24 | Комсомольский         | посёлок                       | 567       | Зерноградское городское поселение    |
| 25 | Косенко               | хутор                         | 47        | Гуляй-Борисовское сельское поселение |
| 26 | Крайний               | посёлок                       | 164       | Россошинское сельское поселение      |
| 27 | Красная Звезда        | хутор                         | 156       | Красноармейское сельское поселение   |
| 28 | Красноармейский       | хутор                         | 182       | Донское сельское поселение           |
| 29 | Красноглинский        | посёлок                       | 211       | Конзаводское сельское поселение      |
| 30 | Красные Лучи          | хутор                         | 67        | Большеталовское сельское поселение   |
| 31 | Краснюков             | хутор                         | 278       | Красноармейское сельское поселение   |
| 32 | Кугоейский            | хутор                         | 83        | Гуляй-Борисовское сельское поселение |
| 33 | Ленинка               | село                          | 230       | Гуляй-Борисовское сельское поселение |
| 34 | Лесхоз                | хутор                         | 18        | Красноармейское сельское поселение   |
| 35 | Лободин               | посёлок                       | 186       | Конзаводское сельское поселение      |
| 36 | Малый Лог             | посёлок                       | 249       | Манычское сельское поселение         |
| 37 | Междупольный          | посёлок                       | 311       | Манычское сельское поселение         |
| 38 | Мечётинская           | станица                       | ↘6433     | Мечётинское сельское поселение       |
| 39 | Нижнекугоейский       | посёлок                       | 198       | Гуляй-Борисовское сельское поселение |
| 40 | Новая Поляна          | хутор                         | 186       | Гуляй-Борисовское сельское поселение |
| 41 | Новоалександровский   | хутор                         | 79        | Гуляй-Борисовское сельское поселение |
| 42 | Новоивановка          | село                          | 395       | Гуляй-Борисовское сельское поселение |
| 43 | Новокузнецовка        | село                          | 489       | Донское сельское поселение           |
| 44 | Новостройка           | посёлок                       | 407       | Конзаводское сельское поселение      |
| 45 | Новые Постройки       | посёлок                       | 275       | Манычское сельское поселение         |
| 46 | Октябрьское           | село                          | 100       | Гуляй-Борисовское сельское поселение |
| 47 | Осокино               | посёлок                       | 198       | Манычское сельское поселение         |
| 48 | Пишванов              | хутор                         | 408       | Донское сельское поселение           |
| 49 | Попов                 | хутор                         | 329       | Большеталовское сельское поселение   |
| 50 | Прудовой              | посёлок                       | 298       | Зерноградское городское поселение    |
| 51 | Путь Правды           | хутор                         | ↗1362     | Красноармейское сельское поселение   |
| 52 | Пятая Сотня           | хутор                         | 138       | Большеталовское сельское поселение   |
| 53 | Ракитный              | хутор                         | 203       | Зерноградское городское поселение    |
| 54 | Революционный         | хутор                         | 211       | Россошинское сельское поселение      |
| 55 | Речной                | посёлок                       | 5         | Зерноградское городское поселение    |
| 56 | Светлоречное          | село                          | 600       | Россошинское сельское поселение      |
| 57 | Сорговый              | посёлок                       | 1647      | Манычское сельское поселение         |
| 58 | Средние Хороли        | хутор                         | 270       | Манычское сельское поселение         |
| 59 | Цветной               | хутор                         | 71        | Конзаводское сельское поселение      |
| 60 | Целинный              | хутор                         | 110       | Конзаводское сельское поселение      |
| 61 | Чернышевка            | хутор                         | 1667      | Конзаводское сельское поселение      |
| 62 | Шоссейный             | посёлок                       | 386       | Зерноградское городское поселение    |
| 63 | Экспериментальный     | посёлок                       | 904       | Зерноградское городское поселение    |

## Экономика
В районе развиты малый бизнес и перерабатывающая промышленность. В 1997 году началась разработка Зерноградского газового месторождения.
Район и город обладают крупным научным потенциалом — в городе Зерноград размещено три научно-исследовательских института и пять учебных заведений. Учёные Ростовской государственной селекционной опытной станции вывели новые высокоурожайные сорта озимых пшениц, озимого и ярового ячменя, гибриды кукурузы. «ВНИИ сорго» является первым в стране институтом сорго. На Северо-Кавказской машиноиспытательной станции проходит испытания сельскохозяйственная техника.
Благоприятное климатическое и территориальное положение района обеспечивает стабильное развитие сельского хозяйства. На территории района находятся такие крупные предприятия, как ОАО «Мечетинский элеватор», ОАО «Зерноградский элеватор», АОЗТ «СКВО», конезавод № 157 имени 1-й Конной армии, ЗАО «Гуляй-Борисовская птицефабрика» и другие. Всего 28 крупных предприятий. Значительный экономический и промышленный потенциал сосредоточен в административном центре района — городе Зернограде.

## Русская православная церковь
- Церковь Иоанна Предтечи селе Гуляй-Борисовка была построена в 1870 году в архитектурном стиле эклектика. Разрушена в 1962 году[21].
- Церковь Введения во храм Пресвятой Богородицы в городе Зернограде. Построена в 2007 году.
- Церковь Рождества Пресвятой Богородицы в с. Мечётинская. Построена по проекты архитектора Н. С. Студёнкина. Снесена в 1971 году.
- Церковь Почаевской иконы Божией Матери в селе Сорговый. Построена около 1996 года.

## Достопримечательности
- Мемориальный комплекс воинам-освободителям в хуторе Россошинском [22].
- Памятник защитника в Манычском сельском поселении.
- Памятник защитникам отечества в хуторе Булочкин.
- Памятник защитникам отечества в хуторе Верхние Хороли.
- Памятник защитникам отечества в хуторе Междупольный.
- Памятник защитникам отечества в хуторе Средние Хороли[23].

Памятники природы:
- В разнотравно-типчаково-ковыльной степи района растут уникальные степные сообщества. Здесь встречаются редкие виды растений Красной книги Ростовской области, это: майкараган волжский, катран татарский, астрагал понтийский, беллевалия сарматская. Здесь растет популяция растения семейства бобовых - астрагала понтийского

Степь расположена на юго-востоке хутора Заполосный в верховье балки Васильевская. Площадь памятника природы составляет около 200 га.
- Памятник воинам – танкистам в селе Гуляй-Борисовка.
- Памятник воинам-артиллеристам в селе Гуляй-Борисовка.
- Памятник В. И. Ленину установлен на площади в городе Зернограде.

## Известные люди

### Почётные граждане
- Быков, Александр Тимофеевич (1909—1977) — заслуженный работник сельского хозяйства РФ, ветеран труда, почётный гражданин Зерноградского района.
- Пономарёва, Марфа Васильевна (род. 1925) — заслуженный зоотехник РФ, почётный гражданин Зерноградского района.
- Зайдинер, Виктор Изарович — доктор исторических наук, профессор почётный гражданин Зерноградского района.